# Martinus Nijhoff
Martinus Nijhoff (Den Haag, 20 april 1894 – aldaar, 26 januari 1953) was een Nederlandse dichter, toneelschrijver, vertaler, criticus en essayist. Hij wordt gezien als een van de belangrijkste dichters van de 20e eeuw. Met name vanwege zijn werk Awater, een modernistisch verhalend gedicht, dat wordt beschouwd als zijn meesterwerk en als een van de grootste Nederlandstalige dichtwerken, is Nijhoff belangwekkend. Vanwege zijn dichtwerken was hij van groot belang als pleitbezorger van het modernisme in de literatuur. Hij is tevens als vertaler van betekenis geweest.

## Biografie
Nijhoff was de zoon van de uitgever Wouter Nijhoff en Johanna Alida Seijn. Zijn grootvader die ook Martinus Nijhoff heette, was de stichter van de Haagse uitgeverij Nijhoff en een van de oprichters van het liberale dagblad Het Vaderland. Hij bezocht vanaf zijn twaalfde het Gymnasium Haganum aan de Laan van Meerdervoort, waar hij bevriend raakte met Victor van Vriesland. Met hem las hij Franse en Engelse literatuur.
Nijhoff studeerde rechten in Amsterdam, later ook letteren aan de Rijksuniversiteit Utrecht. In 1914 en 1915 was hij redacteur van het studentenblad Propria Cures. Van 1926 tot na de Tweede Wereldoorlog maakte hij enkele malen deel uit van de redactie van De Gids. Ook werkte hij lange tijd als criticus bij de Nieuwe Rotterdamsche Courant en korte tijd bij de familie-uitgeverij.
Hij is twee keer getrouwd geweest, formeel tot 1950 met de schrijfster Netty Wind, die publiceerde onder de naam A.H. Nijhoff, en daarna slechts kort, door zijn vroege overlijden, met de actrice Georgette Hagedoorn. Daartussen had hij van ca. 1933 tot 1947 een lange relatie met de Utrechtse classica Josine van Dam van Isselt, die van groot belang was voor zijn vertaalactiviteiten.
Zijn debuut als dichter vond plaats in 1916, toen de bundel De wandelaar verscheen. In 1924 publiceerde hij Vormen. In romantische verzen uitte hij zijn gevoelens van angst, eenzaamheid en het verlangen naar ongerept kind zijn. Hij deed dat gewoonlijk in toegankelijk Nederlands. Nijhoff publiceerde ook in het tijdschrift Het Getij.
In de verhalende gedichten Awater (uit Nieuwe Gedichten, 1934) en Het uur U (1936/37) weet hij op bijzondere wijze het mysterie achter alledaagse dingen en gebeurtenissen te beschrijven, in een stijl die steeds meer neigt naar spreektaal.
Succes had Nijhoff ook met drie Bijbelse spelen, verzameld in Het heilige hout (1950). Daarnaast was hij een vermaard vertaler van gedichten en toneelstukken. In 1953 werd de Martinus Nijhoffprijs ingesteld, die jaarlijks wordt toegekend voor vertaalwerk naar of vanuit het Nederlands. In datzelfde jaar ontving hij postuum de Constantijn Huygensprijs voor zijn gehele oeuvre.
Met de magisch-realistische schilder Pyke Koch was Nijhoff tot ca. 1947 bevriend. Koch ontwierp voor Nijhoff enkele theaterdecors, terwijl Nijhoff gedichten schreef bij enkele schilderijen van Koch, zoals De Schiettent, ter gelegenheid van het huwelijk van de schilder.

### Tweede Wereldoorlog

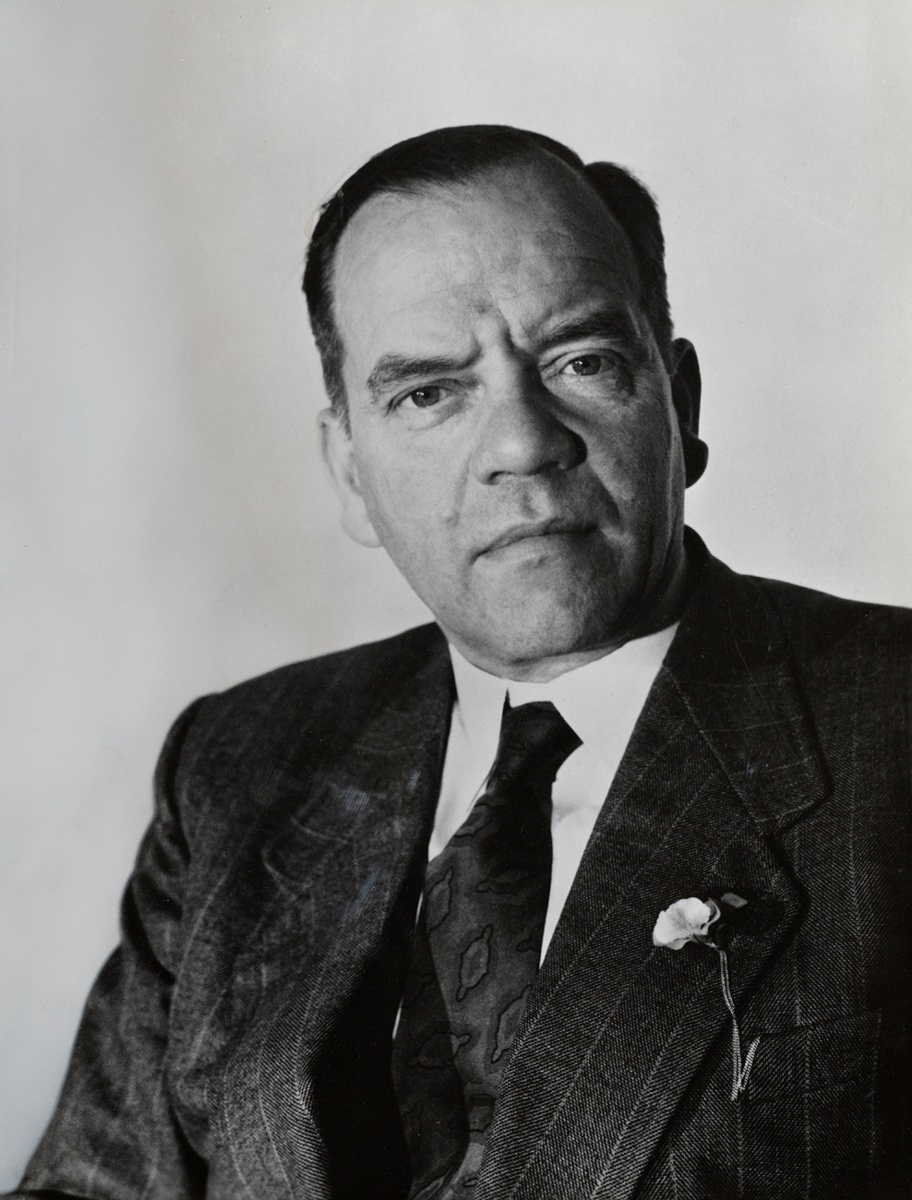
Nijhoff (1945)

Tijdens het uitbreken van de Tweede Wereldoorlog was Nijhoff reserveofficier. Als commandant van het 5e eskadron Huzaren-wielrijders vertraagde hij de Duitse opmars tussen Oosterbeek en Wageningen. Hierbij liep hij een verwonding aan zijn voet op. Kort na de capitulatie van Nederland verhuisde Nijhoff naar Den Haag, waar hij ging wonen in de Kleine Kazernestraat, een zijstraat van het Lange Voorhout. Hij werd actief in het culturele verzet en werkte onder andere mee aan het illegale blad Vrij Nederland en de eveneens illegale uitgeverij De blauwe schuit, waarvoor hij gedichten aanleverde. Nadat hij weigerde om de anti-Duitse Nico Donkersloot op te volgen als hoogleraar in de algemene en vergelijkende literatuurwetenschap, zag hij zich genoodzaakt om onder te duiken. In 1943 was Nijhoff betrokken bij de organisatie van de Aanslag op het Amsterdams bevolkingsregister. Hij adviseerde daarbij over de plaatsing van explosieven, aan de hand van aan hem voorgelegde plattegronden van het gebouw. Met het daarbij te gebruiken explosief Trotyl had hij ervaring opgedaan tijdens de Eerste Wereldoorlog, als soldaat bij de Genie.
Tijdens de Hongerwinter van 1944 deelde Nijhoff vanuit zijn huis dagelijks eten uit aan kinderen, tot zijn eigen voorraden op waren. Op 24 februari 1980 werd door Georgette Nijhoff-Hagedoorn in de Kleine Kazernestraat een plaquette onthuld ter nagedachtenis aan haar echtgenoot.
Martinus Nijhoff ligt samen met Georgette Hagedoorn begraven in het familiegraf op de begraafplaats Westduin in Den Haag-Zuid. In april 2010 is het voorzien van een nieuwe grafsteen, aangezien het oude grafmonument – een engeltje op een zuiltje – al kort na de begrafenis was beschadigd.

## Typering van Nijhoffs werk

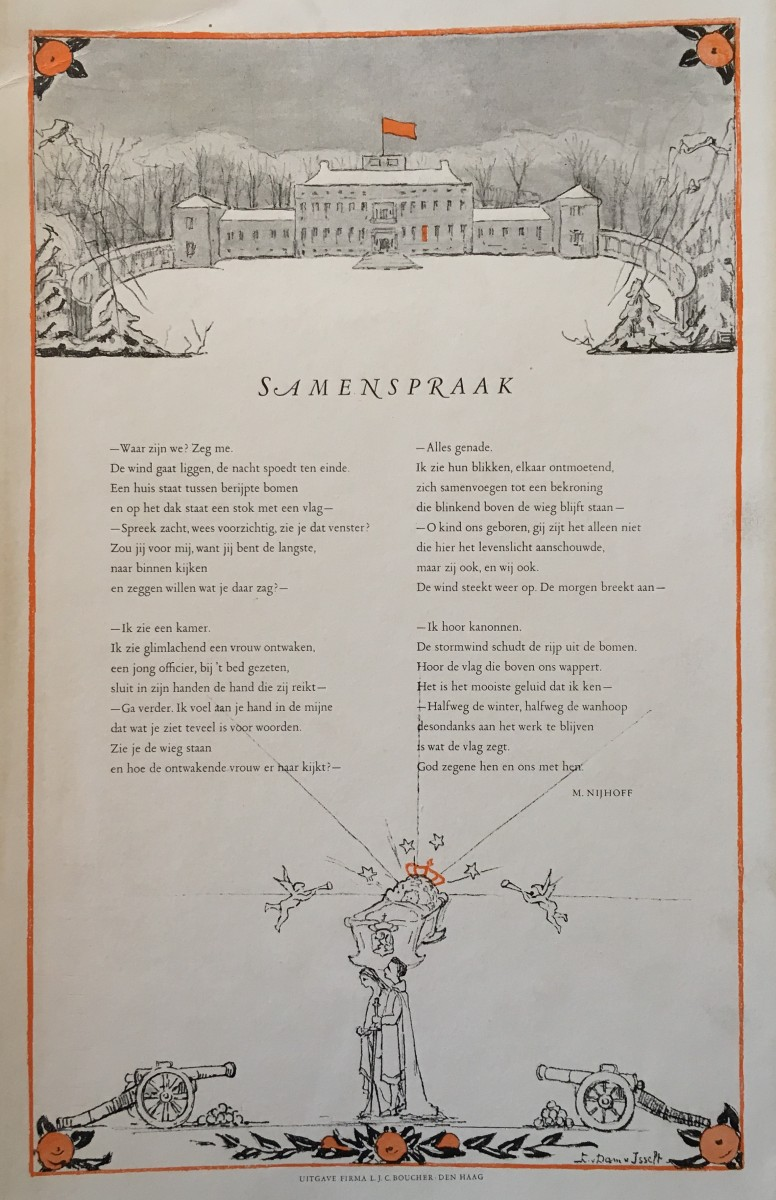
Rijmprent ter ere van de geboorte van Beatrix, geïllustreerd door Lucie van Dam van Isselt.

Door de voorkeur van Nijhoff voor de sonnetvorm lijkt hij een traditionele dichter, maar toch is hij eerder modern. Hij staat voor een modern taalgevoel, een moderne poëtica en een modern levensgevoel. Hij streefde immers naar herwaardering van het 'gewone woord' in de poëzie. De moeder de vrouw (zie onder) is daarvan een goed voorbeeld: spreektaal in strakke sonnetvorm. Hiermee verzette hij zich radicaal tegen de "woordkunst" van de Tachtigers. Daarenboven plaatst hij de autonomie van het gedicht voorop. Voor Nijhoff staat het gedicht los van de dichter. Hiermee koos hij partij in de "vorm of vent"-discussies en kwam hij in botsing met de opvattingen van Forum-dichters als Menno ter Braak en E. du Perron. Daarnaast zag hij de taak van poëzie als het brengen van iets menselijks in een ontmenselijkte, nieuwe, technologische wereld. Naast motieven als de moeder, het kind, de soldaat, komen ook vaak christelijke motieven in zijn werk naar voren.

## Erkenning

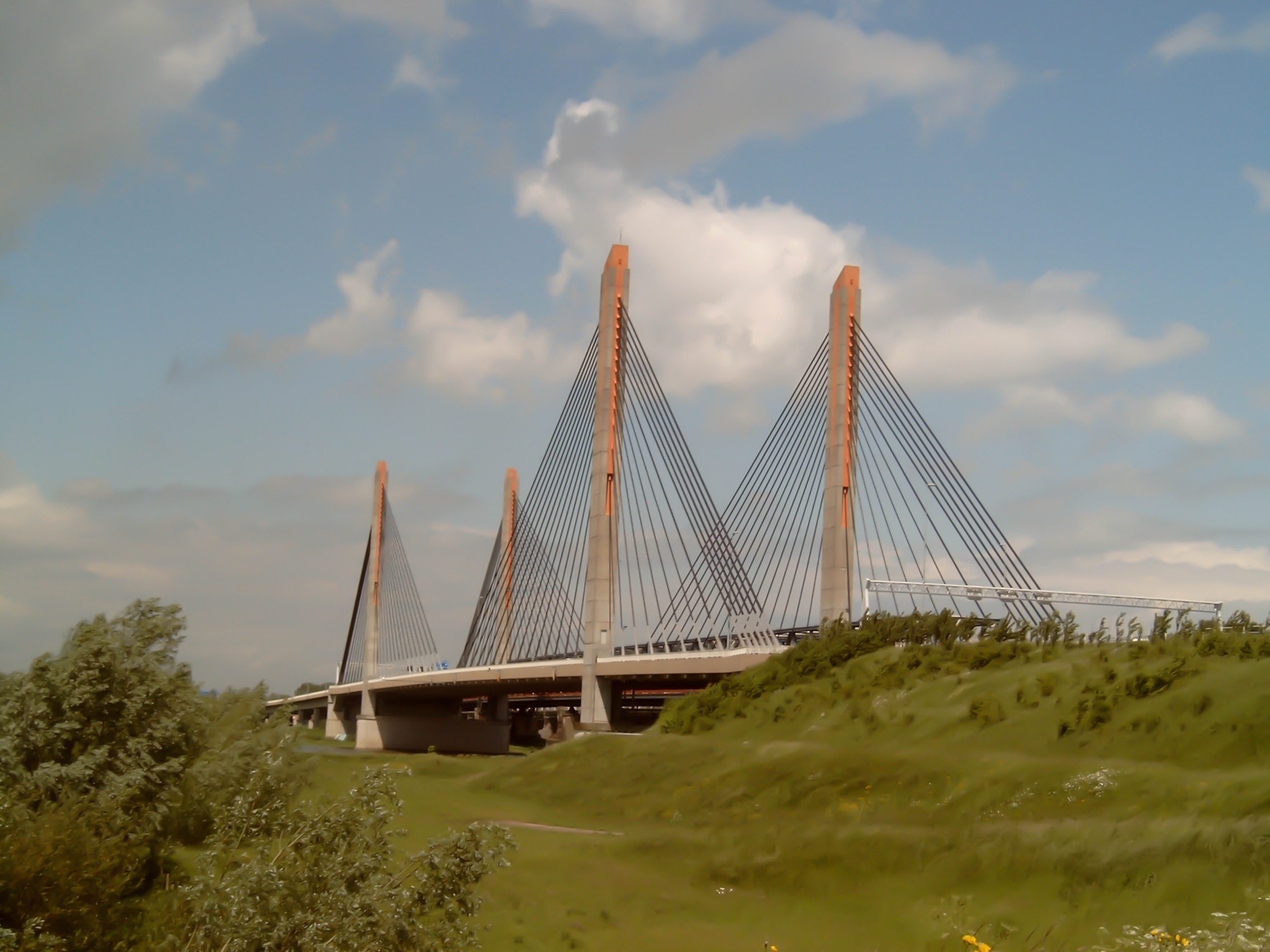
Martinus Nijhoffbrug over de Waal bij Zaltbommel

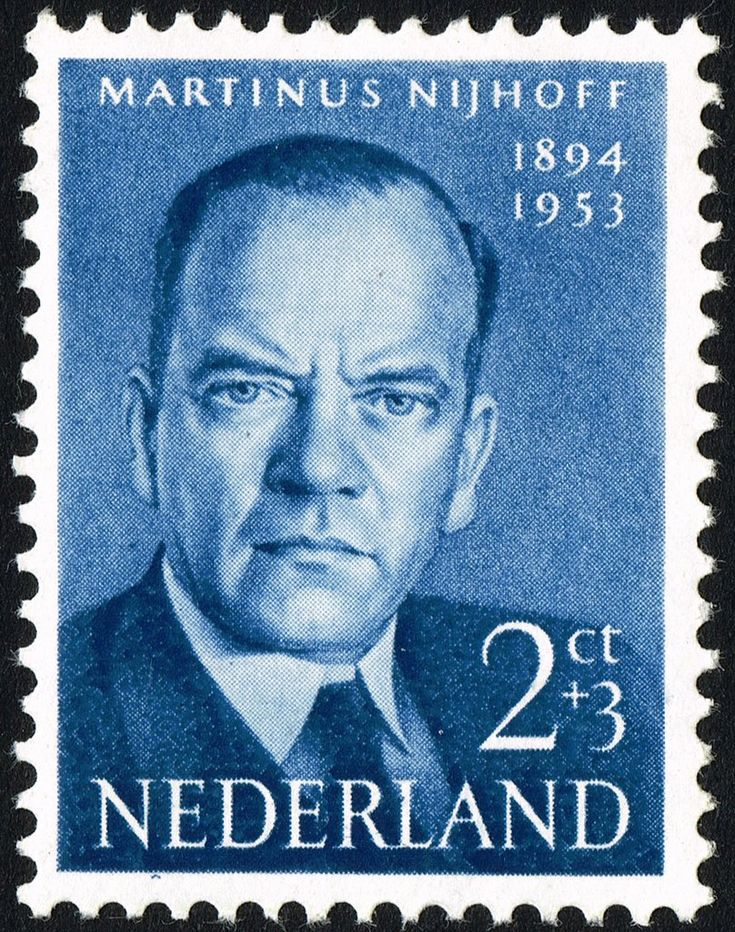
Zomerpostzegel 1954

### Prijzen
- 1925 · Prijs van Amsterdam voor Vormen
- 1953 · Constantijn Huygensprijs voor zijn gehele oeuvre

### Vernoeming
- de Martinus Nijhoffprijs of Martinus Nijhoff Vertaalprijs, de belangrijkste jaarlijkse prijs voor literair vertalers naar (soms ook vanuit) het Nederlands
- Martinus Nijhoffbrug: het sonnet De moeder de vrouw, dat begint met de regel “Ik ging naar Bommel om de brug te zien”, is wellicht zijn bekendste gedicht. Het roept het beeld op van een psalmzingende vrouw op een schip die bij de ik-figuur in het gedicht een verlangen oproept naar zijn moeder. De Bommelse brug uit 1933, die in het gedicht voorkomt, werd in 1996 vervangen door een nieuwe brug, die de naam Martinus Nijhoffbrug kreeg.
- Het CPNB koos hetzelfde gedicht ‘De moeder de vrouw’ als Boekenweekthema 2019

## Bibliografie

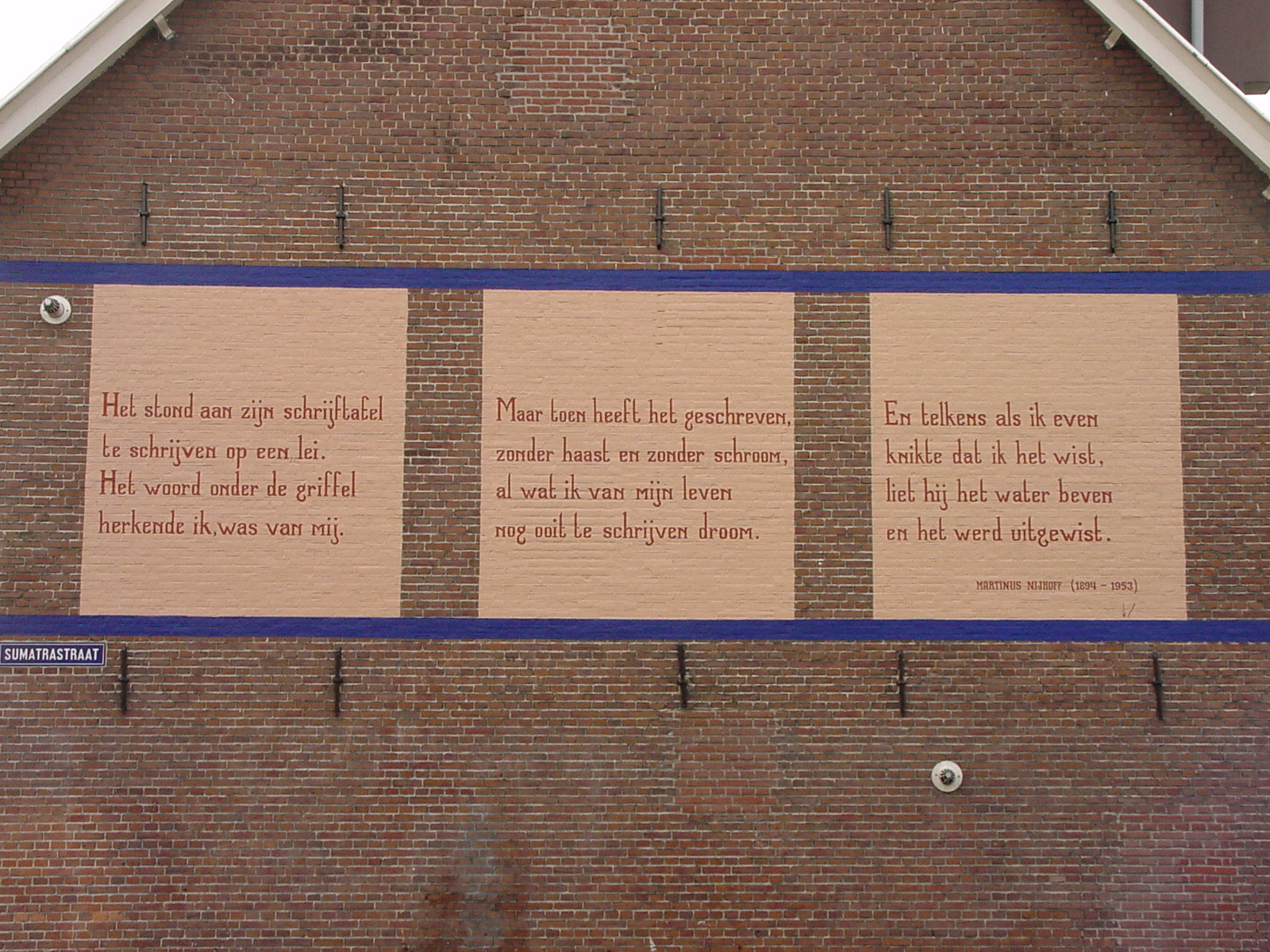
Gedicht Het kind en ik op een muur in Leiden